# Xã Northeast, Quận Adams, Illinois
Xã Northeast (tiếng Anh: Northeast Township) là một xã thuộc quận Adams, tiểu bang Illinois, Hoa Kỳ. Năm 2010, dân số của xã này là 840 người.